# Автогенный металлургический процесс
Автоге́нный металлурги́ческий проце́сс — технологический процесс, который осуществляется полностью за счет внутренних энергетических ресурсов, без затрат посторонних источников тепловой энергии — топлива или электрического тока. Тепло выделяется за счет протекания экзотермических химических реакций.
Все автогенные плавки являются совмещенными. Они объединяют в одном металлургическом аппарате процессы обжига, плавки и частично или полностью конвертирование.
Автогенные процессы позволяют создавать технологические схемы, обеспечивающие минимальные энергетические затраты, высокую комплексность использования сырья и предотвращение загрязнения воздушного и водного бассейнов.